# 圣马蒂厄 (上维埃纳省)
圣马蒂厄（法語：Saint-Mathieu，法語發音：[sɛ̃ matjø]）是法国上维埃纳省的一个市镇，位于该省西南部，属于罗什舒瓦尔区和西利穆赞市镇公共社区，其市镇面积为40.39平方公里，2022年1月1日时人口数量为1,069人。
圣马蒂厄是西利穆赞市镇公共社区以及佩里戈尔-利穆赞自然保护区的组成部分，多条公路在此交汇。

## 行政
圣马蒂厄的邮政编码为87440，INSEE市镇编码为87618。

## 地理

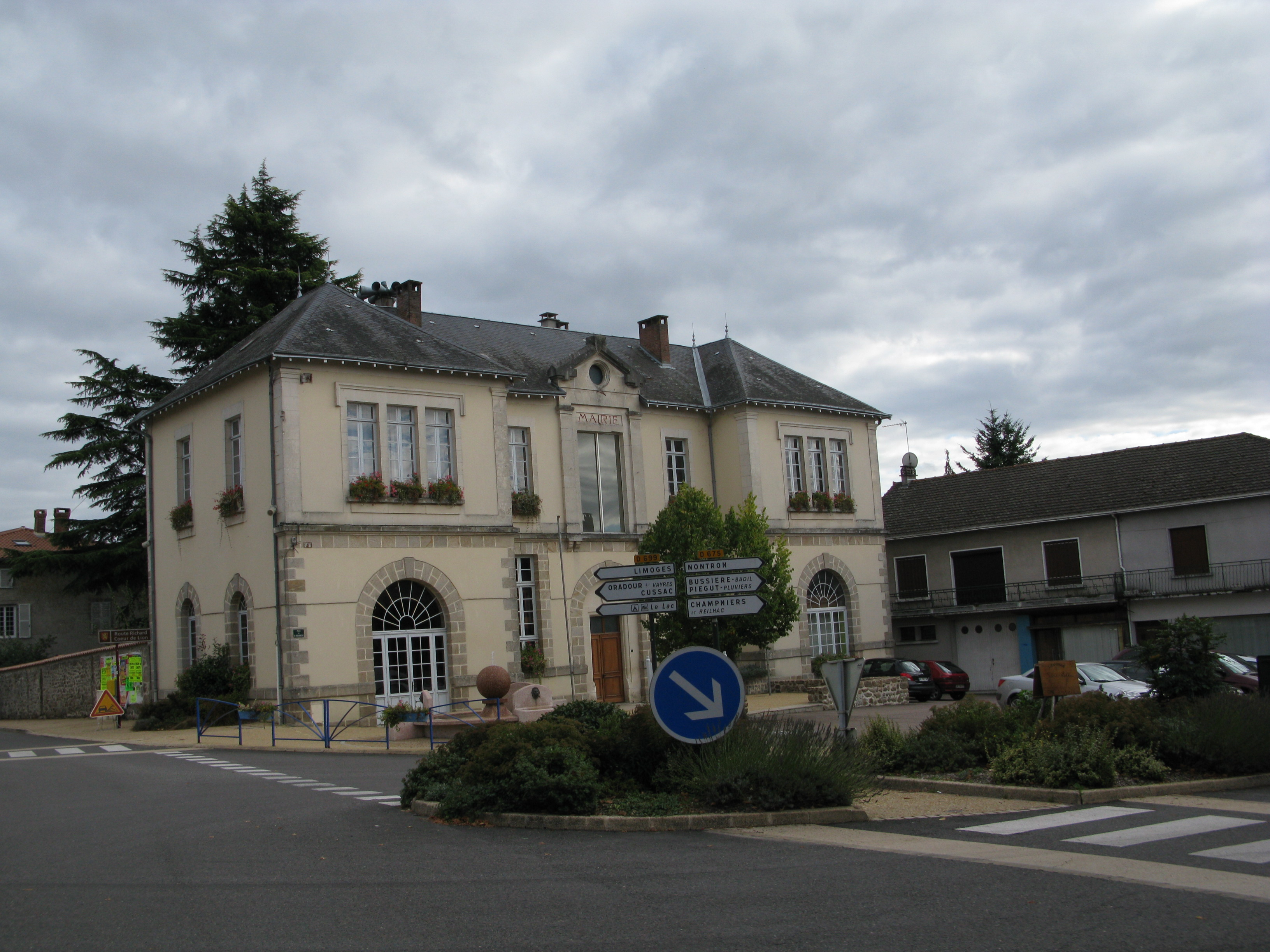
圣马蒂厄市政厅

圣马蒂厄（45°42'24"N, 0°45'32"E）位于法国中南部偏西、新阿基坦大区东北部和上维埃纳省西南部，距离省会利摩日大约49公里。
与圣马蒂厄接壤的市镇包括：谢罗纳克、圣巴泰勒米-德比西耶尔、尚涅和雷亚克、屈萨克、塔杜瓦尔河畔迈索奈、马尔瓦勒、圣巴齐尔。
圣马蒂厄位于多尔多涅河与维埃纳河的分水岭地带。境内以浅丘和丘陵为主，镇中心地势相对平坦，全境海拔在225至435米之间。
按照柯本气候分类法，圣马蒂厄属于温带海洋性气候。

## 历史
圣马蒂厄历史上长期为一普通村落，中世纪出现教堂，法国大革命后成为上维埃纳省一个市镇。

## 交通
上维埃纳省省道D33线、D67线、D87线、D117线、D212线、D675线和D699线经过圣马蒂厄境内。

## 政治
现任圣马蒂厄市长为阿涅丝·瓦拉绍女士（Agnès Varachaud），她是一名左翼无党派人士。

## 人口
2018年，圣马蒂厄市镇人口数量为1,080，在法国排名第9,296位。其中男性529人，女性551人，75岁及以上人口占13.6%，外籍人口数量为160人，人口密度为27人/平方公里，当地居民被称为（男性）或（女性）。2019年，蒙特勒堡境内出生4人，死亡人口16人。
| 年份   | 1936  | 1946  | 1954  | 1962  | 1968  | 1975  | 1982  | 1990  | 1999  | 2004  | 2006  | 2009  | 2014  | 2019  |
| ------ | ----- | ----- | ----- | ----- | ----- | ----- | ----- | ----- | ----- | ----- | ----- | ----- | ----- | ----- |
| 人口數 | 2,036 | 1,945 | 1,751 | 1,711 | 1,613 | 1,483 | 1,364 | 1,271 | 1,233 | 1,188 | 1,186 | 1,164 | 1,099 | 1,079 |

## 社会
圣马蒂厄境内有一处国家宪兵队，镇中心北侧有一处球场。

## 景观
圣马蒂厄教堂（Église Saint-Mathieu de Saint-Mathieu）是当地的代表性建筑物。